# Пнеумотонометрија
Пнеумотонометрија  која користи Аir puff (дувач ваздуха) је  апланациона метода којом се мери очни притисак (ИОП) на основу притиска гаса фреона који је потребан да се изврши апланација (равнање) површине рожњаче.

## Карактеристике метода
Пнеуматонометар користи пнеуматски сензор (који се састоји од клипа који плута на ваздушном лежају). Филтрирани ваздух се упумпава у клип и путује кроз малу фенестрирану мембрану (пречника 5 mm) на једном крају. Ова мембрана се поставља на рожњачу. Равнотежа између протока ваздуха из машине и отпора протоку из рожњаче утиче на кретање клипа и ово кретање се користи за израчунавање интраокуларног притиска.

## Намена
Пнеумотонометрија (која користи ваздушни притисак), нема директног контакта уређаја са предњом површином ока, и зато се користи за скрининг, и преглед очију са ожиљцима, едематозним или неправилним рожњачама (према препрукама Европско друштво за глауком).

## Поступак
Током  пнеумотонометрије гас фреон пролази кроз пластични тубус, који се наслања на рожњачу. У моменту када се апланира (изравнава) рожњачу, пролазак гаса кроз тубус је прекинут, што резултује повећањем притиска у гасном систему  апарата. На основу висине притиска у систему, одређује се и висина ИОП.